# Dimas Acuña Jiménez
Dimas Antonio Acuña Jiménez (Usiacurí, 25 de enero de 1972) es un eclesiástico y comunicador católico colombiano, obispo de El Banco desde 2024.

## Biografía
Nació el 25 de enero de 1972, en el municipio colombiano de Usiacurí. Hijo de Julián Acuña Hurtado y Dubys Jiménez, siendo el mayor de cuatro hermanos.
Realizó su formación secundaria en el Colegio Francisco de Paula Santander, y el bachillerato en el Colegio Codesa, en Sabanalarga.
Ingresó en el Seminario Regional de la Costa Atlántica de Barranquilla, donde realizó los estudios eclesiásticos. Tras realizar estudios en la Pontificia Universidad Javeriana, obtuvo la licenciatura en Teología.
Luego, cursó una especialización en Filosofía contemporánea, en la Universidad del Norte. Estudió en la Universidad Angelicum, donde consiguió la licenciatura en Teología bíblica.
Cursa un doctorado en la Facultad de Teología «San Vicente Ferrer».

### Sacerdocio
Su ordenación sacerdotal fue el 22 de agosto de 1998, a manos del arzobispo Félix María Torres; incardinándose en la arquidiócesis de Barranquilla.
Como sacerdote desempeñó los siguientes ministerios:
- Vicario parroquial de San Pancracio (1997-1998).[5]
- Vicario parroquial de la Catedral de Barranquilla (1999).
- Párroco de Nuestra Señora de Fátima (2000).[3]
- Párroco de San Carlos Borromeo[1] (2001).
- Párroco de San Agustín (2002).
- Formador (2003-2008) y rector (2014-2020) del Seminario Regional de la Costa Atlántica de Barranquilla.[4]
- Párroco de Cristo Rey (2009-2010).
- Párroco de Santa Laura Montoya (2013).[5]
- Miembro ex officio del Consejo Presbiteral y del Consejo Económico (2014-2020).
- Párroco de Nuestra Señora de Torcoroma (2020-2024).[2]
- Delegado diocesano de Pastoral Universitaria y Pastoral de los Artistas.[2]

Participó en los programas de emisión de Minuto de Dios en 1997; en programas espirituales como Éfeta, y en el espacio televisivo Momentos, de Telecaribe.

### Episcopado
El 15 de mayo de 2024, el papa Francisco lo nombró obispo de El Banco. Fue consagrado el 27 de julio del mismo año, en la Catedral de Barranquilla, a manos del arzobispo Pablo Salas. La madrugada 8 de agosto, fue internado en la Clínica Iberoamericana de Barranquilla por una afección a un riñón, teniendo que aplazar la toma de posesion de la sede, programada para el 10 de agosto siguiente. Tomó posesion canonica el 9 de septiembre siguiente, durante una ceremonia en la Catedral de El Banco.